# Département d'Alberdi
Pour les articles homonymes, voir Alberdi.
Le département d'Alberdi est une des 27 subdivisions de la province de Santiago del Estero, en Argentine. Son chef-lieu est la ville de Campo Gallo.
Le département a une superficie de 13 507 km2. Sa population était de 15 617 habitants au recensement de 2001.

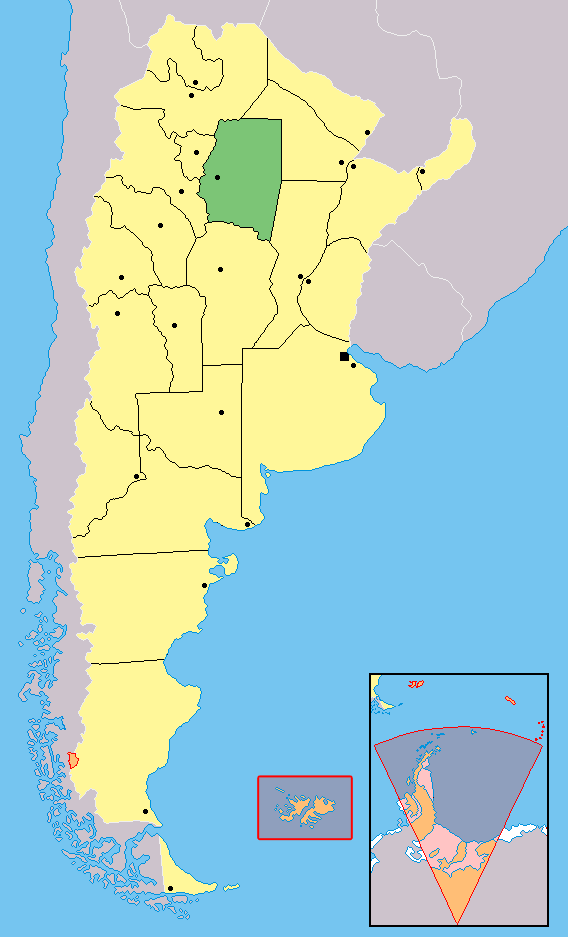
Localisation de la province de Santiago del Estero en Argentine